# Ternifine 1 (1954-7-825)
Ternifine 1 (1954-7-825) es el nombre de catálogo de una mandíbula fósil de Homo erectus, también conocida como Ternifine 1, Ternifine I, Tighennif I, Atlanthropus I y otros. La antigüedad sigue en revisión [2020], estando, con mucha probabilidad dentro del Calabriense (Pleistoceno). Fue hallada en la localidad ahora conocida como Tighennif, provincia de Muaskar (Argelia) por Camille Arambourg y Robert Hoffstetter en 1954 y anunciada por ellos mismos poco después y, todavía en 1954, descrita por Camille Arambourg.

## Ubicación y descubrimiento
Los restos se encontraron en una cantera cerca de Tighennif, antiguamente conocida como Ternifine, Palikao o Palicao, y actualmente también por Tighenif. Se encuentra en la provincia de Muaskar, anteriormente Mascara o Mascar y a 17 kilómetros de la capital provincial de igual nombre.
En la década de 1870 se realizan los primeros trabajos paleontológicos, que son publicados en 1879. La cantera estuvo en explotación desde 1872, cuando se construyó la población de colonización de Palicao y en 1931 Arambourgh la visita. En 1952 se hace el encargo de estudiar el yacimiento, realizándose tres campañas, 1954-1956. Una vez comenzados los trabajos pleontológicos se empezaron a recoger fósiles, que se encontraron fragmentados y fueron catalogados, junto a otros de mamíferos, dentro del libro de campo general que ocupaba los códigos TER1 a TER2303. Entre todos ellos, durante la sesión de excavación de 1954, destacaron las partes que componían dos mandíbulas de Homo.

## Taxonomía y descripción
La primera descripción de Arambourg (1954b) de Ternifine 1 y 2 incluyó a las mandíbulas en la nueva especie Atlanthropus mauritanicus, de la que Ternifine 1 es el holotipo de facto, si bien el propio autor destacó el parecido con ejemplares asiáticos coetáneos, de hecho actualmente la nueva especie se re encuadró en H. erectus.
Las mandíbulas 1 y 2 de Ternifine muestran como único rasgo común con H. sapiens la presencia de barbilla, aunque no hay acuerdo al respecto, quedando enmarcadas por su robustez y el resto de características en Homo erectus.
Ternifine 1 se encuentra dañada y se ha perdido la rama izquierda completamente y la derecha conserva una muy pequeña parte. Todos los dientes y muelas están muy desgastados, no habiéndose recuperado la dentadura completa, si bien de las piezas perdidas permanecen los alveolos.

## Datación
Desde su descubrimiento en 1954, cuando Arambourg lo enmarcó en el Pleistoceno medio, con base a la fauna e industria lítica asociadas, se han ofrecido otras fechas: 0,6-1,0 Ma con base en la fauna; en 1987 Geraads indica 600 ka, la más probable por paleomagnetismo;; incluso 1,3 Ma por dataciones posteriores a las anteriores;[cita requerida] pero la más repetida desde 1986 es el final del Calabriense, cruzando los datos de fauna y paleomagnetismo (con la dificultad de un estrato de muy poca potencia), lo que situaría a los fósiles cerca de los 700 ka, o rangos similares, como 600-730 ka, o c. 780 ka.